# Mais Você
Mais Você é um programa de televisão brasileiro, produzido pela TV Globo e exibido desde o dia 18 de outubro de 1999, sob o comando da Apresentadora, Ana Maria Braga. Focado inicialmente apenas em culinária, o programa passou a abordar outras temáticas também como beleza e saúde, prestação de serviço e matérias de entretenimento.

## Antecedentes
Com o sucesso do Note e Anote na Rede Record, a Globo começou a desenvolver um formato parecido para compor a grade de programação a partir de 1999. O título da nova atração era Mais Você e deveria entrar no ar entre 11h e 14h, com exibição diária. Em junho de 1999, a emissora contratou Ana Maria Braga e começou a desenvolver o formato da atração onde ela deveria interagir com colunistas e ter apelo menos popular que a atração da Record. O programa foi exibido pela primeira vez no dia 18 de outubro de 1999, às 13h40. Um personagem de destaque que acompanhou Ana Maria Braga desde a fase inicial do Mais Você  até 2020 foi o papagaio Louro José. Idealizado pela própria apresentadora, foi um boneco que misturava artifícios de fantoches tradicionais com a tecnologia de controle remoto e, com um grande apelo entre as crianças, ganhou várias versões em brinquedos. Foi interpretado pelo ator Tom Veiga, que trabalhava como assistente de estúdio no programa Note e Anote e faleceu em novembro de 2020, em decorrência de um acidente vascular cerebral, causando grande comoção popular.

## Exibição

### 1999–2000: Primeira fase
Na fase inicial do programa, o Mais Você era apresentado ao vivo, a partir das 13h40. A parte jornalística tinha uma pauta variada, feita por Evaristo Costa, Regina de Lemos e Lúcia Soares, com direção de externas de Paulo Buffara. A radialista Lilian Roy, dona da primeira voz feminina a anunciar a programação da Globo nos comerciais da emissora, era a responsável pelas narrações em off. O Mais Você também contava com a participação do escritor e jornalista Carlos Heitor Cony, que escrevia crônicas diárias para serem lidas por Ana Maria Braga. Ainda na primeira fase, no quadro sobre moda e beleza, a apresentadora contava com a consultoria de Glória Kalil, que fornecia dicas e informações sobre tendências e eventos. Também na linha de beleza, o maquiador e cabeleireiro Duda Molinos demonstrava diariamente sua técnica e dava dicas aos telespectadores. O quadro Caixinha de Segredos abordava questões ligadas a comportamento e relacionamentos, contando com a participação especial do psicanalista Leonardo Fraimann, que apresentava depoimentos e aconselhava as pessoas. No quadro Loura versus Louro, a apresentadora e o papagaio protagonizavam uma animada disputa para ver quem acertava mais charadas.
Um dos quadros de maior destaque era o de culinária. As receitas eram preparadas por chefs ou artistas, diariamente, na cozinha do cenário. Ali a apresentadora protagonizava a cena que marcou os primeiros anos do Mais Você: ao comprovar o acerto da receita preparada, ela mexia em diversos ímãs que decoravam a geladeira – e reproduziam sons de vários animais – e se escondia sob a mesa para terminar de saborear o prato.
A partir de 15 de agosto de 2000, o Mais Você foi realocado para o horário das 10h45, sendo exibido antes do Praça TV 1ª Edição e, no final do mesmo ano, o programa deixou de ser exibido ao vivo, passando a ser gravado em dois dias da semana. Também houve mudanças na direção, que foi assumida por Nilton Travesso. O programa passou a valorizar mais o jornalismo, apresentando séries de reportagens sobre violência contra a mulher, adolescência e sexo, aborto, gravidez e adoção. No horário antigo, o programa vinha registrando derrotas na audiência para o humorístico mexicano El Chavo del Ocho do SBT. A primeira fase do programa foi até 29 de dezembro de 2000, pois entre janeiro e março de 2001, o Mais Você entrou de férias.

### 2001–2002: Segunda fase
A partir de 26 de março de 2001, o Mais Você passou a ser exibido mais cedo, às 8h, e com meia hora a mais de duração, sendo que a série Bambuluá passou a ser exibido das 9h30 às 12h00. Nessa fase, o programa era produzido pelo núcleo de Marlene Mattos, que optou por reformular todo o cenário e privilegiou a prestação de serviços para os telespectadores. O quadro de culinária, por exemplo, ganhou um viés de utilidade pública. Em A Cozinha da Dona da Casa, Ana Maria Braga esclarecia ao vivo as eventuais dúvidas no preparo das receitas. Em Caixa de Surpresa, um telespectador sorteado tinha que preparar um prato ou um objeto de artesanato com os ingredientes e materiais fornecidos pela produção. Também a partir de um sorteio, o quadro Disque Chef apresentava um mestre do ofício preparando um prato na cozinha da casa de um telespectador, com os ingredientes disponíveis na geladeira e na despensa. Em É Assim que se Faz, o programa mostrava como são fabricados produtos alimentícios e não alimentícios, como bala de goma, macarrão instantâneo, salsicha, sorvetes e panelas. Em Sabor da Terra, eram mostradas as cozinhas de diferentes regiões brasileiras. As saídas de estúdio e sequências externas feitas por Ana Maria Braga passaram a ser exibidas em quadros, como Receita de Família e Visita ao Artista. Para fazer essas matérias, a apresentadora dispunha de seu trailer, batizado de "Dino".

### 2003–2007: Terceira fase
Em abril de 2003, com direção de Cacá Silveira e direção de jornalismo de Viviane De Marco, Mais Você estreou novos quadros, voltados para a informação e o entretenimento: Mão e Contramão, onde eram discutidos temas e assuntos atuais; Os Meus, os Seus, os Nossos Filhos, quadro dedicado aos pais, onde eram discutidos temas relacionados à higiene, estimulação, primeiros passos; e Bicharada, que era um quadro relacionado aos cuidados com os pets.
Ainda em 2003, dicas de beleza, saúde e culinária passaram a ser inseridas no início e no final dos blocos. Além disso, reportagens mais aprofundadas sobre esses assuntos ganharam maior espaço no programa. Também na ocasião, a jornalista Leilane Neubarth passou a integrar a equipe do Mais Você, que já contava com os repórteres Lúcia Soares e Michael Keller. Antes restrita a cartas, telefonemas e emails, a participação do público foi ampliada, e Ana Maria Braga passou a receber telespectadores no estúdio, no quadro Café com Ana. Outro destaque nessa nova fase foi o Ana em Ritmo de Aventura, com matérias sobre esportes tradicionais e radicais que despertam a curiosidade do público. Os quadros Como se Faz e Segredos de Família continuaram a ser produzidos, assim como as viagens e reportagens especiais do Mais Você pelo Brasil e pelo mundo.
A reformulação do programa feita em 2003 incluiu também mudanças estéticas, sob a responsabilidade do cenógrafo João Cardoso e da diretora de arte Regina Reys. Seus cenários ganharam novas cores e móveis; a cozinha foi ampliada e passando a ter dois fogões, dando espaço para o quadro Chef contra Chef; e a bancada aumentou, passando a ser utilizada também como mesa para o café. As janelas que compunham o fundo do ambiente aumentaram de tamanho e ganharam efeitos visuais climáticos, que reproduziam o clima fora do estúdio. O escritório de Ana Maria Braga passou a contar com um home theater e dois aquários, e a sala multiuso recebeu uma lareira. A casa do Louro José foi novamente reformada e ganhou uma varanda, onde o papagaio passou a ficar durante o programa. Grande parte dos utensílios e objetos de estúdio foi renovada.
Em 2005, o deputado federal Jean Wyllis estreou como repórter do Mais Você. O professor e vencedor do Big Brother Brasil gravou uma matéria sobre felicidade em São Paulo. A reportagem de estreia, que foi ao ar no dia 2 de junho, mostrou os mitos que rondam o tema, com opiniões de especialistas. O jornalista Fabricio Battaglini também passou a integrar a equipe do programa em 2005, e sua primeira reportagem falou sobre a popularização dos cafés em São Paulo, resgatando a história e a cultura da bebida.
Em 2007, o programa ganhou mais novidades, privilegiando a diversão, a informação e a prestação de serviços. Um novo cenário foi inaugurado, prestigiando o artesanato nacional e valorizando elementos naturais, passando a contar, por exemplo, com poltronas de fibras vegetais. Além disso, foi criado um jardim de inverno, com direito a queda d’água e tatames, onde passaram a ser realizadas as entrevistas.
Nesse ano, foi lançado o Big Chance, que reunia telespectadores de diversos estados do país em provas envolvendo raciocínio e habilidades físicas e culinárias, concorrendo a prêmios em dinheiro. Também a partir de 2007, a jornalista Nádia Bochi e o cinegrafista Luis Otávio da Silva passaram a integrar a equipe de reportagens do programa.

### 2008–2010: Quarta fase
Em 13 de Fevereiro de 2008, a produção do Mais Você foi transferida de São Paulo para a Central Globo de Produção, no Rio de Janeiro, onde ganhou um cenário maior, com cerca de 310m² construídos, quase o dobro do anterior. Uma cozinha industrial, construída fora do estúdio e uma sala íntima com uma tela LCD, para que Ana Maria Braga pudesse apresentar as matérias, fizeram parte das novidades. Durante a produção do cenário, Ana Maria Braga gravou o programa em alguns programas da emissora. Além disso, o Louro José ganhou mais mobilidade, podendo passear pelo ambiente e participar mais das entrevistas. Um estudo de feng shui orientou a disposição do cenário e o uso da paleta de cores para harmonizar os ambientes.
Tendo como slogan, “Mais Você é mais Brasil”, o programa estreou com novos quadros no dia 31 de março de 2008, após ter a produção transferida para o Rio de Janeiro. A produção do programa iniciou uma série de parcerias com as equipes de jornalismo das emissoras afiliadas da Globo garantindo uma diversidade maior nos assuntos apresentados no programa. Outra novidade foi a chegada da vaidosa Maria Loura, cuja criação foi sugerida pela autora Fernanda Young. Recém chegada de Nova York, a Loura era uma prima entojada do papagaio Louro José, que sofria com seu gosto por fofocas e celebridades.
Em abril de 2008, estreou o quadro Rádio Pinel!, com os ex-BBBs Alexandre Scaquette, Marcos Parmagnani e Rafinha. A rádio foi criada pelos três durante a oitava edição do Big Brother Brasil, vencida por Rafinha. Marcada pela espontaneidade e pelo humor, a rádio apresentava entrevistas com convidados especiais. A primeira edição teve a participação da atriz Fernanda Paes Leme e da dupla de cantores Zezé di Camargo e Luciano.
Em 9 de junho de 2008, na semana do Dia Dos Namorados, o programa Mais Você lançou o Agora Vai, um reality show que ajudava uma pessoa na busca do seu “par perfeito”. Catarina Rodrigues foi a primeira a tentar achar um namorado com o apoio do programa. Os pretendentes passaram por várias provas até que na sexta-feira, dia 13 de junho, dia de Santo Antônio, ela anunciou seu escolhido: Antônio Gomes.
No dia 13 de abril de 2009, o Mais Você mudou de local e passou a ser apresentado da “casa de cristal”, uma casa com paredes de vidro especialmente construída para o programa na Central Globo de Produção. Além da cozinha industrial dentro da casa, a apresentadora ganhou a “cozinha da roça”, que fica fora do estúdio e tem um forno a lenha. A Mata Atlântica do local foi preservada e ganhou destaque: árvores frondosas rodeiam a casa e até um lago faz parte do cenário. Está situada na Reserva Particular do Patrimônio Natural (RPPN) da TV Globo, um local onde eram gravados as cenas dos apresentadores Annie, Ben e Mango, da HooplaKidz, num piquenique com Ana Maria Braga e Louro José.
O mês de maio de 2010 marcou a estreia de muitos quadros novos no programa. Eu Sou Show era baseado no Show de Calouros e o público via internet fazia papel de jurado. No SOS Mais Você, o médico Guilherme Furtado tirava dúvidas de assuntos sobre saúde e estética, abordando cada tema de maneira descomplicada. O quadro Meu Dono de Estimação contava a história sob a ótica dos animais. Tornar sonhos realidade através de uma conversa com especialistas que pudessem ajudar era o mote do Será que Eu Posso?. Já o Tapa no Visual transformava o look de mulheres comuns através de tratamentos estéticos e consultoria de moda. No quadro Nunca Esqueci, Ana Maria trazia histórias que marcaram a vida de pessoas. Também em 2010, estreou o Tem Visita, quadro em que uma equipe do Mais Você contava diversas histórias de pessoas simples em suas casas.

### 2011–2019: Quinta fase
A trajetória do Mais Você, a partir de 2011, foi marcada pela produção de diferentes reality shows. Em junho de 2012, estreou o reality show de culinária e etiqueta, Jogo de Panelas, onde a cada dia da semana, cinco participantes se reúnem para degustar um jantar preparado por um dos candidatos. Todos dão suas notas para cada encontro e, ao final da semana, o competidor com a maior pontuação é o ganhador. O prêmio é um cheque no valor de 10 mil reais e um jogo de panelas. Em agosto, após a boa recepção de três temporadas do Super Chef tradicional, que trazia cozinheiros amadores, o programa apresentou uma versão especial: Super Chef Celebridades. Os participantes eram personalidades do meio artístico. Os atores Milena Toscano, Adriana Birolli, Dig Dutra, Sérgio Loroza, Max Fercondini, Luís Salém e o cantor Falcão disputaram o prêmio de 50 mil reais, além de um carro.
No ano de 2014, o Mais Você mergulhou no verão e meteu o pé na estrada. O programa levou os repórteres Nadia Bochi e James McManis para conhecer os mais variados cantos do Brasil e apresentar ao telespectador a culinária local,além de histórias de cada região visitada. A dupla começou a jornada em Conceição do Mato Dentro, em Minas Gerais. O segundo destino foi a cidade de Nobres (Mato Grosso). De lá, eles partiram para mostrar as belezas do litoral em São Miguel dos Milagres, em Alagoas. Para terminar a viagem, os mochileiros viajaram do Nordeste para o Sul, mais precisamente para o Caminho dos Moinhos no Rio Grande do Sul, onde ficam a Rota dos Moinhos e a rota da Erva-Mate. Em junho de 2014, a jornalista Rafa Brites foi incorporada ao programa.
Em janeiro de 2015, durante as férias de Ana Maria Braga, o programa foi apresentado por André Marques e Cissa Guimarães. Em anos anteriores, no período em que a apresentadora estava ausente, eram exibidos programas previamente gravados. A partir daí, Cissa Guimarães e André Marques passaram a substituir a apresentadora ao longo do ano. Em junho, Ana Maria Braga saiu de férias novamente, Cissa permaneceu no programa enquanto André foi substituído por Zeca Camargo. No primeiro programa da dupla, o apresentador saudou o público com o tradicional bordão de Ana Maria Braga: "Acorda, menina". Em 25 de julho de 2016, o Mais Você ganhou uma versão estilizada de sua marca. A nova marca chama-se + vc e foi baseada na linguagem digital.
Em 28 de abril de 2017, Ana Maria anunciou que Patrícia Poeta seria apresentadora eventual no programa de 1º de maio ao lado de André Marques.
Em janeiro de 2018, durante as férias de Ana Maria Braga, os apresentadores Cissa Guimarães e Zeca Camargo retornaram a apresentação do programa
Em 2019, durante as férias de Ana Maria Braga, a apresentadora Ana Furtado e o ator Ricardo Pereira assumiram a apresentação do programa. Em 30 de janeiro, estreou o quadro Momento Vídeo Show, com reportagens sobre os bastidores da emissora. Durante 3 meses, Mari Palma se tornou repórter do programa. Em abril, estreou o quadro Copia e Cola, onde seis cozinheiros amadores refazem receitas de chefs renomados em uma disputa pelo prêmio de R$15mil. Em maio, o colunista social Bruno Astuto, que tinha um quadro em que tomava café da manhã com Ana Maria Braga, foi demitido, devido a um conflito de interesses pessoais entre ele a emissora. Em junho, Luiza Zveiter foi incorporada a equipe do programa, depois que Mari Palma pediu demissão da emissora e passou a integrar a equipe da CNN Brasil.
Em 16 de setembro de 2019, o repórter Fabricio Battaglini foi colocado como apresentador eventual do programa, ao lado de Patricia Poeta. Os dois ficaram até 4 de outubro.

### 2020-presente: Sexta fase
De 16 de março a 2 de outubro de 2020, o programa temporariamente permaneceu fora da grade em virtude do avanço da COVID-19 no Brasil. A medida visava preservar a saúde da apresentadora Ana Maria Braga, que estava em seu terceiro tratamento contra um câncer no pulmão. Com isso, o espaço do matinal foi ocupado pelos jornalísticos Bom Dia Praça, Bom Dia Brasil e Combate ao Coronavírus. Em 20 de abril de 2020, Ana Maria Braga retornou à TV com o quadro Receitas Especiais da Ana Maria durante o programa Encontro com Fátima Bernardes. O quadro apresentou reprises do Mais Você, que seguiu fora do ar até 2 de outubro.
No seu retorno à grade da Globo, o programa voltou  a ser produzido em São Paulo, por definitivo. O pedido para voltar à capital paulista foi da Ana Maria, pois ela tinha familiares na cidade. No dia 14 de setembro, a emissora, através de um comunicado à imprensa, anunciou que o programa voltaria em 5 de outubro às 09h30 da manhã.
Na tarde de 1.° de novembro de 2020, foi comunicada a morte de Tom Veiga, interprete do personagem Louro José, que foi encontrado morto em sua residência na Barra da Tijuca, no Rio de Janeiro, vítima, segundo laudo do IML (Instituto Médico Legal), de AVC, causado por um aneurisma cerebral. No dia 2 de novembro, foi exibida uma edição especial em homenagem ao ex-colaborador do programa, comandada pela própria Ana Maria Braga em sua residência, além da participação de alguns famosos, relembrando grandes momentos de Tom na pele do papagaio. Durante o período de 3 a 6 de novembro de 2020, foram exibidos os melhores momentos do programa em homenagem ao Tom.
Em 22 de fevereiro de 2021, o programa recebeu um novo cenário, que é abrigado nos Estúdios Globo de São Paulo. Além das novidades, Ana Maria Braga preparou um sucessor para o seu parceiro Louro José.
No dia 5 de julho de 2021, Ana Maria Braga testou positivo para a COVID-19 e foi afastada temporariamente do comando do programa. Durante o seu período de recuperação, a atração foi apresentada pelos repórteres Fabrício Battaglini e Talitha Morete.
Em 8 de julho de 2021, o programa ganhou um novo quadro intitulado Tá Lascado. Apresentado pelo ex-BBB Gil do Vigor, ele dá dicas financeiras para os telespectadores do programa.
Em 5 de abril de 2022, durante o programa, apareceu uma entrevista o que poderia ser o novo mascote do programa. Neste dia, um papagaio idêntico ao Louro José, afirmava ser filho dele e neto de Ana Maria Braga, e nas redes sociais foi um dos assuntos mais comentados do dia.
Em 4 de julho de 2022, o programa inverteu seu horário de exibição com o Encontro com Patrícia Poeta, passando a ir ao ar às 10h35. A apresentadora ainda lançou no mesmo dia, Direto da Cozinha, mais novo quadro do programa. Em 8 de julho, estreou o mini reality Q DELICIAH, com colaboração do chef Dalton Rangel.
Em 2024 o Mais Você completou 25 anos no ar, sendo comemorados posteriomente no dia 09 de dezembro de 2024. O programa segue no ar nas manhãs da emissora por tempo indeterminado.

## Talent shows

### Jogo de panelas
Lançado em 2012, o quadro reúne cozinheiros amadores que tem como objetivo servir um jantar para seus convidados direto de suas residências. De lá, eles conhecem um pouco da cultura do chef escolhido, com atrações diversas oferecidas pelo próprio ou pela própria. Cada elemento vale uma pontuação especifica, além da avaliação dos colegas com os pratos oferecidos e aqueles que obtiverem as maiores notas, avançam para as próximas fases até chegarem a final e ser avaliados pela apresentadora e seus convidados direto dos estúdios do programa.

## Controvérsias
Em 17 de janeiro de 2025, o colunista Lucas Pasin, do UOL Splash, publicou uma matéria afirmando que a TV Globo estava discutindo mudanças na grade matutina para 2026. Segundo a publicação, a apresentadora Ana Maria Braga deixaria o comando do Mais Você ao final de 2025, e o programa seria descontinuado, sem substituição por outro apresentador. A matéria ainda mencionava que nomes como Tati Machado e Eliana teriam sido cogitados para assumir o programa, mas a emissora teria optado por não atrelar a marca a uma nova apresentadora. De acordo com a coluna, o Encontro passaria a ocupar maior espaço nas manhãs da emissora, junto aos telejornais locais e nacionais. Na manhã do dia 20 de janeiro de 2025, Ana Maria Braga desmentiu as informações ao vivo durante o Mais Você. A apresentadora classificou a notícia como uma "fake news" e anunciou que tomaria medidas legais contra o colunista e o portal.